# Орлов, Иван Фёдорович
Ива́н Фёдорович Орло́в (24 ноября 1919 года, Гусь-Хрустальный,  Владимирской губернии, РСФСР — 31 октября 2008 года, Самара, Российская Федерация) — советский партийный и  государственный деятель, первый секретарь Ставропольского горкома КПСС (1961—1963).  Заслуженный работник культуры РСФСР (1975).

## Биография
1941 — 1946 год лейтенант Рабоче-крестьянской Красной армии (РККА) на волховском, западном ленинградском, 2-м украинском фронтах, командир батареи в составе 5-й Гвардейской Сталинградской артдивизии прорыва Резерва Главного Командования (РГК).
В 1949 году окончил Тульский механический институт;
В 1951 году окончил Университет марксизма-ленинизма при Куйбышевском горкоме ВКП(б);
1954 — 1956 год парторг бюро центрального комитета партии Куйбышевского завода № 525 Народного комиссариата вооружения (завод Металлист);
1956 — 1961 год первый секретарь Советского райкома РК КПСС г. Куйбышева;
1961 — 1963 год первый секретарь Ставропольского (будущего Тольяттинского) горкома КПСС;
1963 — 1972 год начальник управления по печати при исполкоме Куйбышевского областного Совета депутатов трудящихся;
1972 — 1984 год начальник управления издательств полиграфии и книжной торговли при исполкоме Куйбышевского областного Совета депутатов трудящихся;
1969 — 1975 год народный депутат Куйбышевского областного Совета депутатов трудящихся, делегат 22 съезда КПСС.
Возглавлял Совет Ветеранов в Самаре. 31 октября 2008 года скончался, похоронен на Рубёжном кладбище в Самаре.
В 2012 году по инициативе Тульского государственного университета, вышла памятная книга «Доброволец Иван Орлов».
Две дочери Татьяна Воронцова и Галина, трое внуков, Анастасия Костина, Михаил, Анна.

## Награды
- Приказом Министра обороны СССР от 23 июня 1960 г. И.Ф. Орлову присвоено воинское звание - майор.
- Орден Красного Знамени
- Три Ордена Отечественной войны I степени
- Орден Трудового Красного Знамени
- Орден Красной Звезды
- Многочисленные медали
- Заслуженный работник культуры РСФСР (3 июня 1975)[2]